# 埃夫賴姆崖

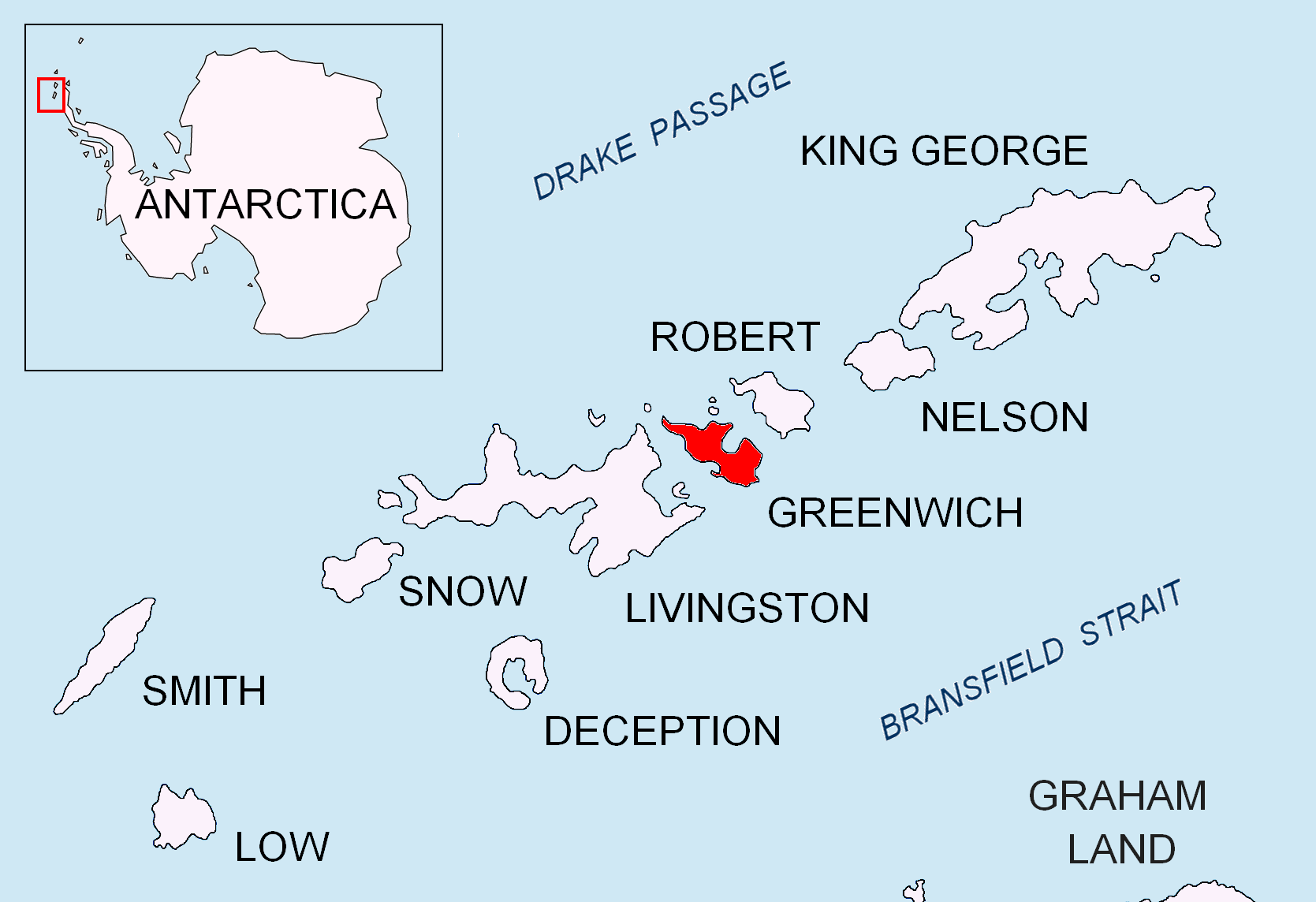

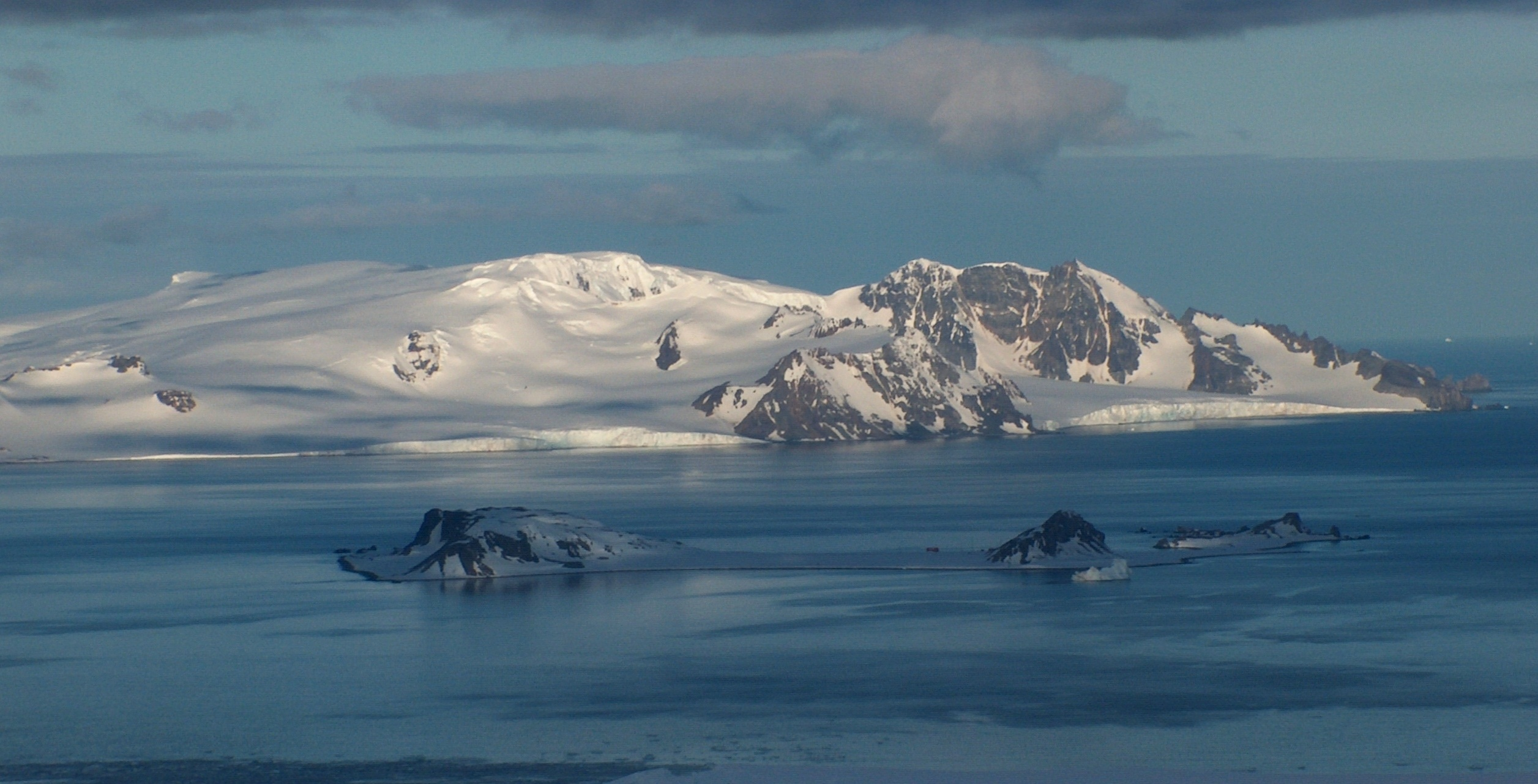

埃夫賴姆崖（英語：Ephraim Bluff）是南極洲的海崖，位於南设得兰群岛的格林尼治島，處於薩托里烏斯角西北面3.3公里、雷納角東北面7.31公里和特賴安格爾角東南面7.44公里，海拔高度425米。

## 外部連結
- SCAR Composite Antarctic Gazetteer（页面存档备份，存于）.

62°33′24.2″S 59°43′14.5″W / 62.556722°S 59.720694°W